# Peter Berling
Peter Berling (Meseritz-Obrawalde, Prússia, 20 de març de 1934 - Roma, 20 de novembre de 2017) va ser un escriptor alemany conegut per ser l'autor de la pentalogia Els fills del Graal. Va ser actor, productor de cinema i crític culinari.

## Biografia
El 1954 inicia els estudis a l'Acadèmia Belles Arts de Múnic. Després d'una estada al Magrib tornà a Múnic el 1958 i s'interessa pel món del cinema. Ha treballat com a realitzador amb els directors Rainer Werner Fassbinder, Jean-Jacques Annaud o Martin Scorsese i com a actor en diverses pel·lícules: Aguirre, la còlera de Déu o El nom de la rosa.

## Filmografia
- 1957. Immer wenn der Tag beginnt
- 1969. L'amor és més fred que la mort
- 1972. Aguirre, la còlera de Déu
- 1979. Die Ehe der Maria Braun
- 1980. Theo gegen den Rest der Welt
- 1986. El nom de la rosa
- 1987. Cobra verd
- 1988. L'última temptació de Crist de Martin Scorsese
- 1988: Francesco
- 1991. The voyager
- 1993. Texas-Doc Snyder hält die Welt in Atem
- 1997. Praxis Dr. Hasenbein
- 2002. Gangs of New York
- 2004. La passió de Crist de Mel Gibson

## Novel·les
- Els fills del Graal (pentalogia)
- La nit de Iesi
- La comtessa heretge
- El bisbe i el seu sant
- La croada dels nens

### Els fills del Graal
La pentalogia els Els fills del Graal és una epopeia emmarcada a l'edat mitjana, al segle xiii. Un noi i una noia que per la seua ascendència estan destinats a reconciliar les grans religions i a convertir-se en reis d'un món de pau i harmonia, viuran diferents aventures. Recrea tot l'ambient propi del període: un tresor guardat pels càtars, el Sacre Imperi, l'Església, els cavallers templers, hospitalers i teutons, la secta dels assassins, el priorat de Sió, els musulmans o les croades.
Els títols de les 5 novel·les són:
- Die Kinder des Gral (Els fills del Graal)
- Das Blut der Könige (Sang de reis)
- Die Krone der Welt (La corona del món)
- Der schwarze Kelch (El calze negre)
- Der Kelim der Prinzessin (El kilim de la princesa)